# John Ribat
John Ribat, né le 9 février 1957, près de Rabaul, en Papouasie-Nouvelle-Guinée, est un prélat catholique, archevêque de Port-Moresby depuis 2008, créé cardinal par le pape François lors du consistoire du 19 novembre 2016.

## Biographie
John Ribat nait en 1957, près de Rabaul à Volavolo, une ville côtière de la péninsule de Gazelle, sur l’île de Nouvelle-Bretagne, en Papouasie-Nouvelle-Guinée. 

### Études
Après avoir été élève en primaire à Naveo et Volavolo, il fréquente le lycée public de Rabaul ainsi que le petit séminaire d’Ulapia, près de Kokopo. Il entre au sein des Missionnaires du Sacré-Cœur de Jésus, où il prononce ses premiers vœux le 2 février 1979. Il étudie la philosophie et la théologie au séminaire de Bomana (nord-est de Port-Moresby). 

### Prêtre
C’est le 1er décembre 1985 qu’il est ordonné prêtre. Jusqu’en 1991, il exerce son ministère dans diverses paroisses du diocèse de Bereina, puis il part en formation à Manille. Entre 1992 et 1996, il est maître des novices. Parti à Suva, aux Fidji, il y est curé en 1997 puis maître des novices de 1998 à 2000.

### Évêque puis archevêque
Le 30 octobre 2000, le pape Jean-Paul II le nomme évêque auxiliaire du diocèse de Bereina (en), en lui attribuant le titre d’évêque titulaire de Macriana Minor. Il est conséquemment consacré évêque le 11 février 2001 par Gérard-Joseph Deschamps (de), l’évêque de Bereina, assisté de Brian Barnes (de) et Benedict To Varpin (de), respectivement archevêques de Port-Moresby et de Madang. Le 12 février 2002, il devient évêque en titre de Bereina. 
Nommé, par Benoît XVI, archevêque coadjuteur de Port-Moresby le 16 avril 2007, il succède à Mgr Barnes à la retraite de celui-ci, le 26 mars 2008,. Il est président de la Conférence des évêques catholiques de Papouasie-Nouvelle-Guinée et des îles Salomon entre mai 2011 et mai 2014, puis depuis ce dernier mois, il est président de la Fédération des conférences des évêques catholiques d'Océanie.

### Cardinal
Il est créé cardinal comme seize autres prélats lors du consistoire du 19 novembre 2016 par le pape François qui lui attribue le titre de San Giovanni Battista de' Rossi. Il est devenu ainsi le premier cardinal papouasien de l’histoire. Il est installé dans sa paroisse cardinalice le dimanche 5 février 2017.

## Succession apostolique
John Ribat a ordonné les évêques suivants :
- Évêque Pedro Baquero (de), S.D.B. (2017)
- Évêque Rozario Menezes (de), S.M.M. (2018)
- Évêque Joseph Tarife Durero (de), S.V.D. (2021)
- Évêque Siby Mathew Peedikayil (de), H.G.N. (2021)
- Évêque Walenty Gryk (de), S.V.D. (2022)